# Comuna Strajhorod, Teplîk
Strajhorod (în ucraineană Стражгород) este o comună în raionul Teplîk, regiunea Vinnița, Ucraina, formată din satele Rozkoșivka și Strajhorod (reședința).

## Demografie
Componența lingvistică a satului Strajhorod
     Ucraineană (99,65%)
     Alte limbi (0,28%)
Conform recensământului din 2001, majoritatea populației satului Strajhorod era vorbitoare de ucraineană (99,65%), existând în minoritate și vorbitori de alte limbi.